# 21406 Jimyang
21406 Jimyang è un asteroide della fascia principale. Scoperto nel 1998, presenta un'orbita caratterizzata da un semiasse maggiore pari a 2,3402940 UA e da un'eccentricità di 0,1232575, inclinata di 6,78191° rispetto all'eclittica.